# Mary Shihada
Mary Shihada (Mārī Shiḥādah; ماري صروف شحادة), född 28 december 1901 i Jaffa, död 1994, var en palestinsk feminist och aktivist.
Hon var gift med Boulos Shihada (Būluṣ Shiḥādah; بولص شحادة) (1882–1943) redaktör för tidningen Mirat al-Sharw i Jerusalem. De fick sönerna Aziz (1921–1985) och Fouad (1925–2019) samt dottern Najla.
Hon var medgrundare av Arab Women's Association of Palestine 1929.
Medlemmarna kom som regel ur palestinska över- och medelklassfamiljer, hade västerländsk utbildning och bar inte slöja, utan menade i likhet med dåvarande modernistiska arabnationalister att kvinnor borde få samma rättigheter som män för att kunna bidra till en framtida självständig stats framgång. 
Liksom Sadhij Nassar (som var gift med redaktör Najib Nassar), deltog Mary Shihada i samhällsdebatten genom sin makes tidning inom både feminism och nationalism. Liksom många modernistiska nationalistiska feminister, förespråkade hon kvinnans frigörelse med argumentet att kvinnor i Mellanöstern en gång hade varit fria, men berövats sina rättigheter av män på grund av utländska staters ockupation. Hon menade att kvinnor borde delta i kampen mot kolonialism som nationalister för att därigenom även uppnå jämställdhet, och att både nationalismens sak och männen skulle gynnas av att kvinnor stod vid deras sida under denna kamp. Hennes tal "Woman and Her Impact on the Social Structure" på Orthodox Youth Club i Jaffa 1931 illustrerade hennes hållning. 